# Cyclogramma flexilis
Cyclogramma flexilis är en kärrbräkenväxtart som först beskrevs av Hermann Christ och fick sitt nu gällande namn av Tag. Cyclogramma flexilis ingår i släktet Cyclogramma och familjen Thelypteridaceae. Inga underarter finns listade.